# The Fullness of Time
The Fullness of Time är det amerikanska progressiv metal-bandet Redemptions andra studioalbum. Albumet utkom 21 juni 2005, lanserat av skivbolaget Sensory Records. Albumet innehåller kompositioner av gitarrist / keyboardist Nicholas van Dyk.

## Låtlista
1. Threads – 5:43
2. Parker's Eyes – 6:15
3. Scarred – 7:56
4. Sapphire – 15:55

- The Fullness of Time – 21:36

1. Part I - Rage – 5:01
2. Part II - Despair – 3:20
3. Part III - Release – 5:16
4. Part IV - Transcendence – 7:59

Text & musik: Nick Van Dyk

## Medverkande
Redemption-medlemmar
- Ray Alder – sång
- Bernie Versailles – gitarr
- Nick Van Dyk – gitarr, keyboard
- James Sherwood – basgitarr
- Chris Quirarte – trummor

Produktion
- Tommy Newton – producent, ljudtekniker, ljudmix, mastering
- Nick Van Dyk – exekutiv producer, ljudtekniker
- Nick Golden, Ken Golden – exekutiv producer
- Bill Metoyer – ljudtekniker (trummor)
- Travis Smith – omslagskonst